# The Soviet Story
The Soviet Story – film dokumentalny nakręcony w 2008 roku, opowiadający o sowieckim terrorze wewnętrznym, jak również niemiecko-sowieckiej współpracy przed rokiem 1941. Autorem scenariusza oraz reżyserem jest Edvīns Šnore, a jego finansowanie zapewniła grupa posłów z Parlamentu Europejskiego z frakcji Unia na rzecz Europy Narodów.
Film zawiera wywiady z zachodnimi oraz rosyjskimi historykami, między innymi Normanem Davisem, Borysem Sokołowem, pisarzem Wiktorem Suworowem oraz Władimirem Bukowskim, członkami Parlamentu Europejskiego, jak również ofiarami sowieckiego terroru.
Główną tezą filmu jest wskazanie analogii - na płaszczyźnie filozoficznej, organizacyjnej a także politycznej - pomiędzy systemami nazistowskim i komunistycznym we wczesnych etapach II wojny światowej. W filmie pokazano Wielką Czystkę, Hołodomor, zbrodnię katyńską, współpracę Gestapo i NKWD, masowe deportacje prowadzone przez Związek Radziecki, jak również eksperymenty medyczne w gułagach dokonywane na ludziach.
Polska premiera filmu miała miejsce 12 kwietnia 2010 roku podczas przeglądu filmów dokumentalnych "Echa Katynia", zorganizowanego przez Instytut Pamięci Narodowej. W listopadzie 2012 roku film został rozprowadzony wraz z tygodnikiem Gazeta Polska.